# بارتوش استاشفسکی
بارتوش استاشفسکی (لهستانی: Bartosz Staszewski؛ زادهٔ ۲۳ سپتامبر ۱۹۹۰) کارگردان فیلم و فعال مدنی اهل لهستان است.
فیلم مستند او با نامِ «مادهٔ ۱۸» در جشنوارهٔ فیلم ال‌جی‌بی‌تی لهستان در ورشو و چند شهر دیگر آن به‌نمایش درآمد. عنوان این فیلم اشاره به مادهٔ ۱۸ قانون اساسی لهستان دارد.